# بنك الأعمال الفلبيني
بنك الأعمال الفلبيني بالإنجليزية Philippine Business Bank (المعروف أيضًا باسم PBB ) هو بنك ادخار فلبيني يركز على أسواق الشركات والمؤسسات الصغيرة والمتوسطة . إنه يوفر ما يقرب من مجموعة كاملة من الخدمات والمنتجات المصرفية بما في ذلك إدارة النقد، إقراض الأفراد والشركات، منتجات الودائع، تمويل التجارة الدولية، الخزينة والمنتجات الاستئمانية.
يقع مكتبه الرئيسي في مدينة كالوكان ولديها ما مجموعه 100 فرع (ديسمبر 2013) ولديها شبكة من 71 ماكينة صراف آلي (ATM) ، مع 23 ماكينة صراف آلي تقع في مترو مانيلا وتوجد أجهزة الصراف الآلي المتبقية 14 في مختلف المحافظات .

## التاريخ
بدأ بنك الأعمال الفلبيني عملياته في 12 فبراير 1997 كبنك التوفير الكلي. قبل نهاية العام، حصل على موافقة من هيئة الأوراق المالية والبورصة الفلبينية (SEC) لتغيير اسم الشركة إلى الاسم الحالي. للحفاظ على قربها من الشركات الصغيرة والمتوسطة التي تشمل كل من الشركات الصغيرة والمتوسطة والشركات الكبيرة التي تسعى إلى خدمتها، تعمل PBB من مكتبها الرئيسي في مدينة كالوكان على عكس المؤسسات المصرفية الأخرى في الفلبين التي تقع مكاتبها في مراكز أعمال ماكاتي أو أورتيجاس الفخمة كما تفضلها البنوك الأخرى.
على الرغم من اعتباره قادمًا جديدًا في المجتمع المصرفي، إلا أن PBB أنشأ 10 فروع في عامه الأول. بنهاية عامها الثاني، كان لديه 15 فرعًا في مترو مانيلا والمراكز التجارية المجاورة. يهدف البنك إلى التفرع إلى مراكز الأعمال الأخرى في البلاد. في يناير 2013 ، أعلن PBB عن خطط لتوسيع شبكته الوطنية التي تضم 78 فرعًا إلى 100 فرع بحلول نهاية العام. ستركز المرحلة الأولى من التوسع على لوزون، لا سيما منطقة مانيلا الكبرى، وسيتم استخدام فروع إضافية للوصول إلى قطاع الشركات الصغيرة والمتوسطة المتنامي في الفلبين، والذي يمثل 63 في المائة من إجمالي محفظة قروض بنك الأعمال الفلبيني.
في أوائل عام 2013 ، أعلنت PBB عن طرح عام أولي (IPO) في بورصة الفلبين في مانيلا لتمويل توسعها على المستوى الوطني إلى 100 فرع بحلول نهاية عام 2013. جمع الاكتتاب 98.8 مليون دولار.
في نهاية ديسمبر 2013 ، كان لدى PBB ما مجموعه 100 فرع في جميع أنحاء البلاد وحصلت على موافقة الجهات التنظيمية لفتح 26 فرعًا جديدًا في عام 2014 في مواقع مختلفة في لوزون وفيزاياس ومينداناو كجزء من أهدافها لتوسيع شبكتها أكثر قربًا من سوق الشركات الصغيرة والمتوسطة.
وفي عام 2013 ، مُنحت السفيرة السابقة ألفريدو ياو، المساهم الرئيسي في البنك، لقب Grand MVP Bossing (وهو بحث سنوي على مستوى البلاد عن رواد أعمال فلبينيين نظمته شركة Manuel V. Pangilinan و الفلبينية للمسافات الطويلة عبر الهاتف وشركة Go Negosyo) إلى جانب Catherine Dizon-Posas ماري ديان من آيديال فيجن، ومايكل ديكين من شركة لايفلاين للإسعاف والإنقاذ، وفيليكس وبرودينسيو غارسيا من شركة ميكيني للأغذية، وجلين يو من شركة سيويل الفلبين، والدكتور جينيفيف ليديسما-تان من مدرسة ساوثفيل الدولية الكليات.

## الشركة الام
يعتبر بنك الأعمال الفلبيني جزءًا من مجموعة AMY ، وهي مجموعة من الشركات المملوكة لشركة ألفريدو ياو (أو AMY).